# گمینا گووگووک
گمینا گووگووک (به لهستانی:  Gmina Głogówek) یک گمینا در لهستان است که در شهرستان پرودنگک واقع شده‌است. گمینا گووگووک ۱۷۰٫۰۶ کیلومتر مربع مساحت و ۱۴٬۰۱۳ نفر جمعیت دارد.

## خواهرخوانده
شهر Vrbno pod Pradědem خواهرخواندهٔ گمینا گووگووک هست.